# Лајбниц (град)
Лајбниц (словен. Lipnica) град је у Аустрији, смештен у јужном делу државе. Значајан је град у покрајини Штајерској, као седиште истоименог округа Лајбниц.

## Природне одлике
Лајбниц се налази у јужном делу Аустрије, близу државне границе са Словенијом - 10 km јужно од града. Град је удаљен 225 км југозападно од главног града Беча. Главни град покрајине Штајерске, Грац, налази се 40 km северно од града.
Град Лајбниц се сместио на ушћу речице Ласниц у реку Муру. Око града се пружа Средњоштајерска котлина, плодна и добро обрађена. Надморска висина града је око 275 m.

## Становништво
| 1981.  | 1991.  | 2001.  | 2011.  |
| ------ | ------ | ------ | ------ |
| 10.040 | 10.102 | 10.344 | 11.373 |

По процени из 2016. у граду је живело 12176 становника. Последњих деценија број становника града се повећава.

## Галерија
- Поглед на Лајбниц
- Главна римокатоличка црква
- Градска кућа Лајбница
- Манастир Капуцина